# Sjöskog
Sjöskog (finska: Seutula) är en stadsdel i Vanda stad i landskapet Nyland. 
Sjöskog är ett litet villaområde där Katrinebergs sjukhus finns. På 1950-talet började man bygga ett flygfält längs med vägen som ledde till Sjöskog. Flygfältet ligger 8 km från byn Sjöskog, men trots det började flygfältet kallas för Sjöskogs flygfält. Numera har det officiella namnet Helsingfors-Vanda flygplats tagit över också i folkmun. 
Sjöskog förknippas också med fängelser trots att det aldrig funnits ett fängelse i stadsdelen. Däremot kunde fångar som dömts för lindriga brott arbeta med att bygga flygfältet. 1960-talets kändisar som dömts för rattfylleri gjorde denna verksamhet känd i hela landet. Det finns fortfarande en arbetskoloni i Sjöskog där bland annat totalvägrare arbetar. Herrgården Königstedt ligger i Sjöskog.